# 2024년 하계 패럴림픽 태권도
2024년 하계 패럴림픽 태권도 경기는 2024년 8월 29일부터 31일까지 프랑스 파리 그랑 팔레에서 진행되었다. 이번 경기는 2020년에 이어 두 번째로 개최된 패럴림픽 태권도 경기였다. 세부 종목은 2020년에 비해 4개가 더 늘어 총 10개로 진행되었다.

## 메달 집계
| 순위        | 국가           | 금메달 | 은메달 | 동메달 | 합계 |
| ----------- | -------------- | ------ | ------ | ------ | ---- |
| 1           | 영국           | 2      | 0      | 0      | 2    |
| 2           | 튀르키예       | 1      | 3      | 1      | 5    |
| 3           | 우즈베키스탄   | 1      | 2      | 0      | 3    |
| 4           | 몽골           | 1      | 1      | 0      | 2    |
| 5           | 아제르바이잔   | 1      | 0      | 1      | 2    |
| 5           | 브라질         | 1      | 0      | 1      | 2    |
| 7           | 중화인민공화국 | 1      | 0      | 0      | 1    |
| 7           | 이스라엘       | 1      | 0      | 0      | 1    |
| 7           | 페루           | 1      | 0      | 0      | 1    |
| 10          | 이란           | 0      | 1      | 2      | 3    |
| 11          | 멕시코         | 0      | 1      | 1      | 2    |
| 12          | 프랑스         | 0      | 1      | 0      | 1    |
| -           | 중립           | 0      | 1      | 0      | 1    |
| 7           | 그리스         | 0      | 0      | 2      | 2    |
| 7           | 모로코         | 0      | 0      | 2      | 2    |
| 15          | 아르헨티나     | 0      | 0      | 1      | 1    |
| 15          | 중화 타이베이  | 0      | 0      | 1      | 1    |
| 15          | 덴마크         | 0      | 0      | 1      | 1    |
| 15          | 조지아         | 0      | 0      | 1      | 1    |
| 15          | 이탈리아       | 0      | 0      | 1      | 1    |
| 15          | 네팔           | 0      | 0      | 1      | 1    |
| 15          | 난민           | 0      | 0      | 1      | 1    |
| 15          | 대한민국       | 0      | 0      | 1      | 1    |
| 15          | 태국           | 0      | 0      | 1      | 1    |
| 15          | 미국           | 0      | 0      | 1      | 1    |
| 24개국 합계 | 24개국 합계    | 10     | 10     | 20     | 40   |

## 메달리스트

### 남자
| 종목          | 금                                   | 은                             | 동                                   |
| ------------- | ------------------------------------ | ------------------------------ | ------------------------------------ |
| 58 kg 자세히  | 아사프 야수르 · 이스라엘             | 알리 잔 외즈잔 · 튀르키예      | 사비르 제날로프 · 아제르바이잔       |
| 58 kg 자세히  | 아사프 야수르 · 이스라엘             | 알리 잔 외즈잔 · 튀르키예      | 샤오샹원 · 중화 타이베이             |
| 63 kg 자세히  | 마흐무트 보즈테케 · 튀르키예         | 볼로그에르덴 간밧 · 몽골       | 안토니노 보솔로 · 이탈리아           |
| 63 kg 자세히  | 마흐무트 보즈테케 · 튀르키예         | 볼로그에르덴 간밧 · 몽골       | 아요브 아두이치 · 모로코             |
| 70 kg 자세히  | 이마마딘 칼리로프 · 아제르바이잔     | 파티흐 첼리크 · 튀르키예       | 후안 디에고 가르시아 로페스 · 멕시코 |
| 70 kg 자세히  | 이마마딘 칼리로프 · 아제르바이잔     | 파티흐 첼리크 · 튀르키예       | 후안 사모라노 · 아르헨티나           |
| 80 kg 자세히  | 아사드벡 토슈테미로프 · 우즈베키스탄 | 루이스 마리오 나헤라 · 멕시코  | 알리레자 바크흐트 · 이란             |
| 80 kg 자세히  | 아사드벡 토슈테미로프 · 우즈베키스탄 | 루이스 마리오 나헤라 · 멕시코  | 주정훈 · 대한민국                    |
| +80 kg 자세히 | 맷 부시 · 영국                       | 알리아스하프 라마자노프 · 중립 | 에반 메델 · 미국                     |
| +80 kg 자세히 | 맷 부시 · 영국                       | 알리아스하프 라마자노프 · 중립 | 하메드 하그셰나스 · 이란             |

### 여자
| 종목          | 금                                    | 은                               | 동                               |
| ------------- | ------------------------------------- | -------------------------------- | -------------------------------- |
| 47 kg 자세히  | 레오노르 에스피노사 · 페루            | 지요다혼 이사코바 · 우즈베키스탄 | 콴수다 푸앙키차 · 태국           |
| 47 kg 자세히  | 레오노르 에스피노사 · 페루            | 지요다혼 이사코바 · 우즈베키스탄 | 자키아 후다다디 · 난민           |
| 52 kg 자세히  | 울람바야린 스렌자프 · 몽골            | 자라 라히미 · 이란               | 아나 자파리제 · 조지아           |
| 52 kg 자세히  | 울람바야린 스렌자프 · 몽골            | 자라 라히미 · 이란               | 메리엠 베튈 차브다르 · 튀르키예  |
| 57 kg 자세히  | 리위제 · 중화인민공화국               | 감제 귀르달 · 튀르키예           | 팔레샤 고베르담 · 네팔           |
| 57 kg 자세히  | 리위제 · 중화인민공화국               | 감제 귀르달 · 튀르키예           | 시우바나 페르난지스 · 브라질     |
| 65 kg 자세히  | 아나 카롤리나 시우바 지 모라 · 브라질 | 제리카 디알로 · 프랑스           | 리사 기싱 · 덴마크               |
| 65 kg 자세히  | 아나 카롤리나 시우바 지 모라 · 브라질 | 제리카 디알로 · 프랑스           | 흐리스티나 겐주 · 그리스         |
| +65 kg 자세히 | 에이미 트루에스달 · 영국              | 굴조노이 나이모바 · 우즈베키스탄 | 엘레니 파파스타마토풀루 · 그리스 |
| +65 kg 자세히 | 에이미 트루에스달 · 영국              | 굴조노이 나이모바 · 우즈베키스탄 | 라자 아커마흐 · 모로코           |

## 같이 보기
- 2024년 하계 올림픽 태권도